# Nouvelle église Sainte-Gertrude (Riga)
La nouvelle église Sainte-Gertrude (letton : Rīgas Jaunā Svētās Ģertrūdes baznīca) est une église évangélique-luthérienne située à Riga, capitale de Lettonie,.

## Historique
Dans la seconde moitié du XIXe siècle, la population de Riga a augmenté rapidement et le taux d'occupation de l'église Sainte-Gertrude de Riga a augmenté en conséquence.
Les nouveaux fidèles de l'église étaient principalement des Lettons, l'ancienne église est devenue trop petite et il y avait un besoin de congrégations lettones avec leur propre église.
Pour la construction de la nouvelle église, la ville de Riga a fait don d'un terrain situé à l'ancienne place du marché Aleksandra, qui venait d'être déplacé à l'angle des rues Aleksandra iela (Brīvības iela) et Matīsa iela, sur la place entre Cēsu iela, Aleksandra iela et Tallinas iela.
En 1899, le professeur de l'Institut polytechnique de Riga, Vilhelms von Striks, a remporté le concours d'architecte de conception de la nouvelle église évangélique luthérienne Sainte-Gertrude de Riga. 
La première pierre fut posée le 29 mai 1903. Les travaux de construction ont été réalisés par l'entrepreneur en construction Pēteris Radziņš. L'argent a été collecté grâce à des dons.
L'église a été construite entre 1903 et 1906, elle a été consacrée le 11 juillet 1906. L'église dispose de 1 600 places assises et de 1 000 places de stationnement.

## Architecture
La majestueuse église, construite en briques rouges sur un socle carré de granite, est une structure asymétrique avec une belle composition de volumes.
Le bâtiment, construit dans des formes néo-romanes sobres, est l'un des derniers bâtiments de style éclectique construits à Riga, dont l'architecture présente déjà quelques caractéristiques Art Nouveau, qui se manifestent dans sa composition asymétrique avec la tour placée dans l'angle et le aménagement fonctionnel et pratique avec la salle de congrégation spacieuse dans la zone centrale et le balcon dans la zone latérale.
C'est l'un des rares intérieurs des églises de Riga, où apparaissent à la fois les débuts de la décoration intérieure des églises, la stylisation des éléments romans et le traitement néo-gothique, caractéristique des années 1960-1980 et des éléments du style Art Nouveau prévalant au début du XXe siècle dans la décoration des portes intérieures, dans la réalisation des bancs d'église et des vitraux.
En 1906, l'orgue de l'église fut apporté de l'ancienne église Sainte-Gertrude, où un orgue plus grand et plus moderne fut installé.
L'autel est décoré par la peinture à l'huile de Janis Rozentāls de 1911 intitulée « Le Christ bénissant les enfants », qui est considérée comme l'un des chefs-d'œuvre de l'art sacré de l'artiste.
L'église a une tour de 69 mètres de hauteur.

## Galerie

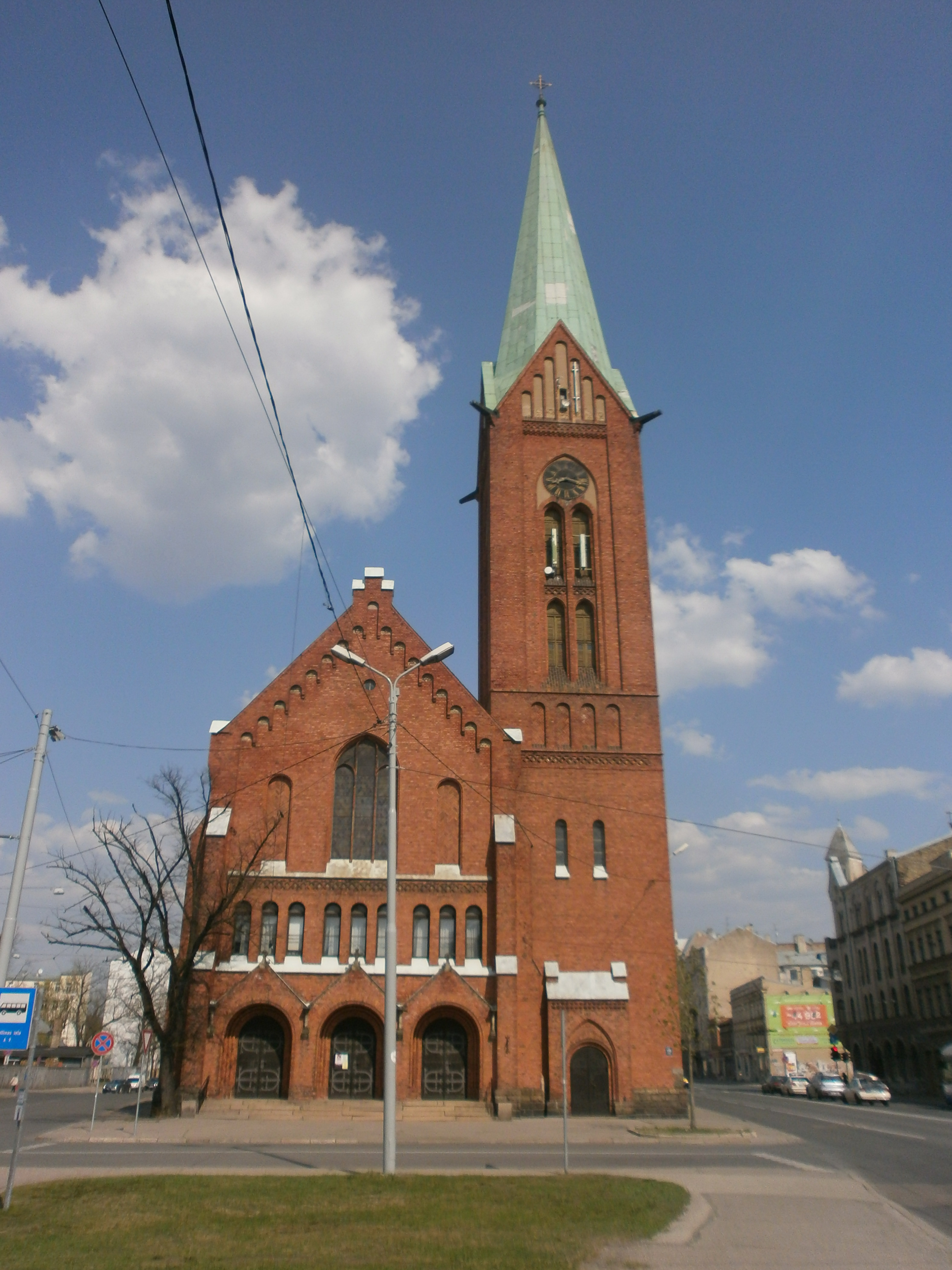
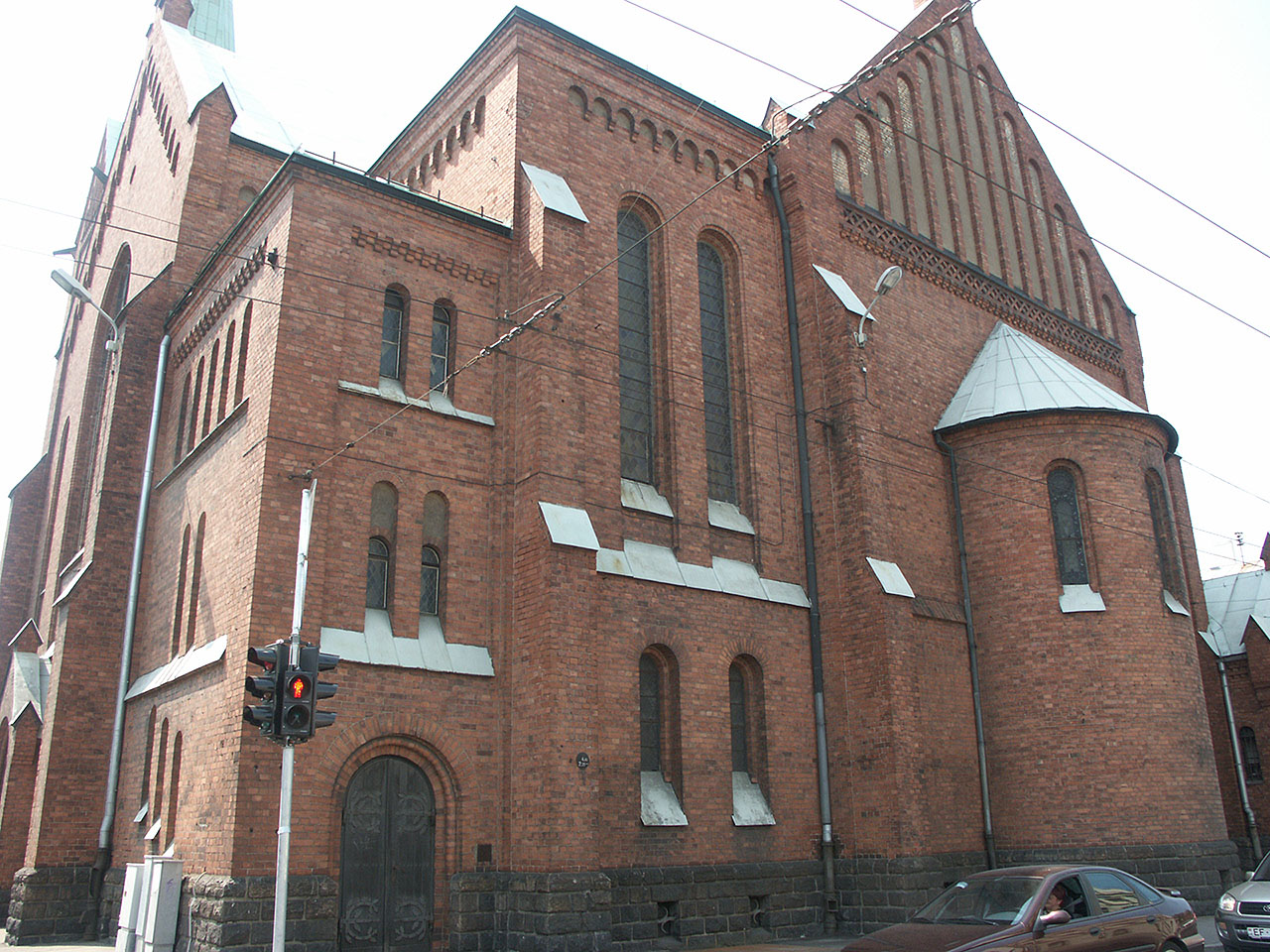
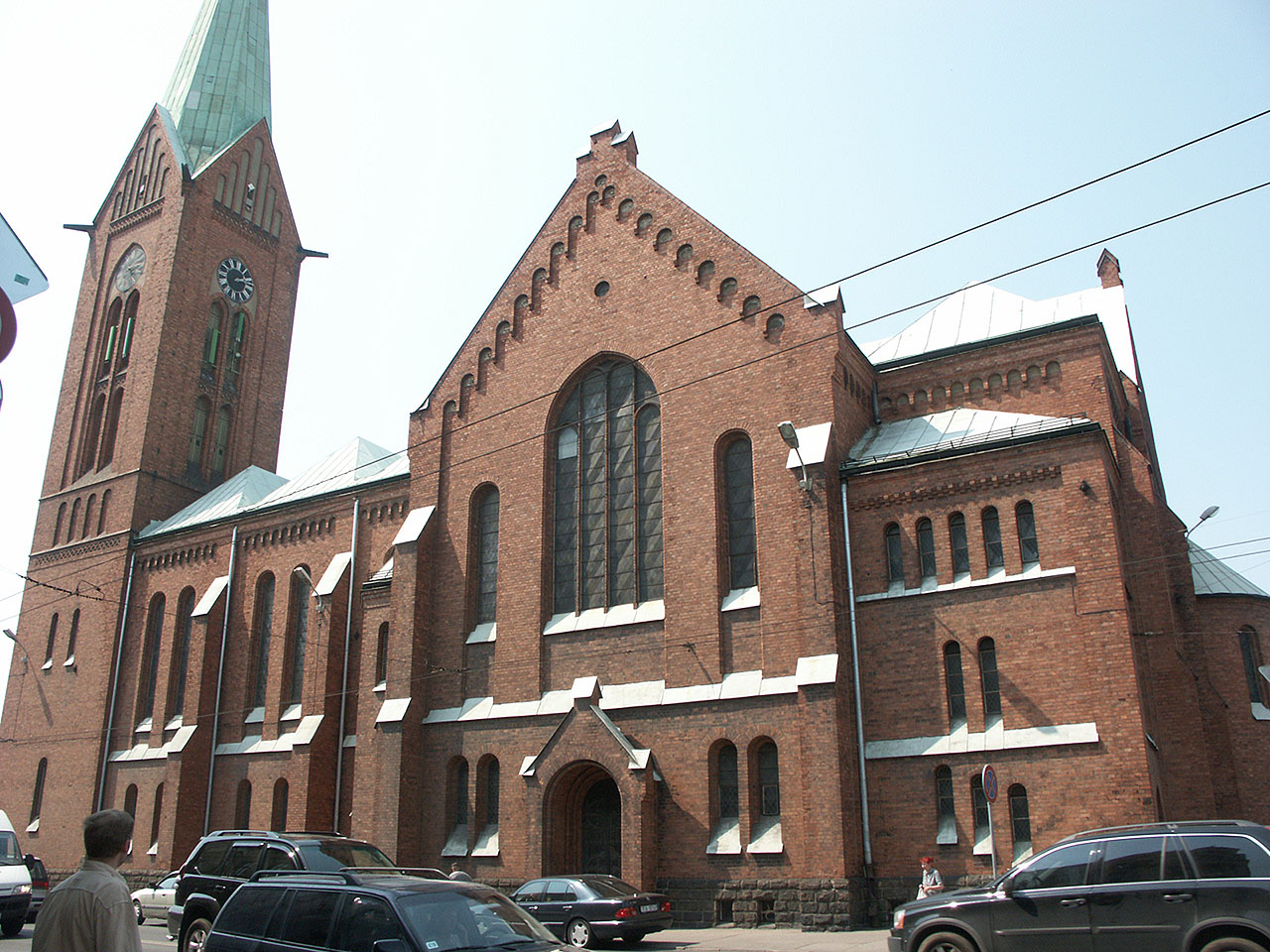
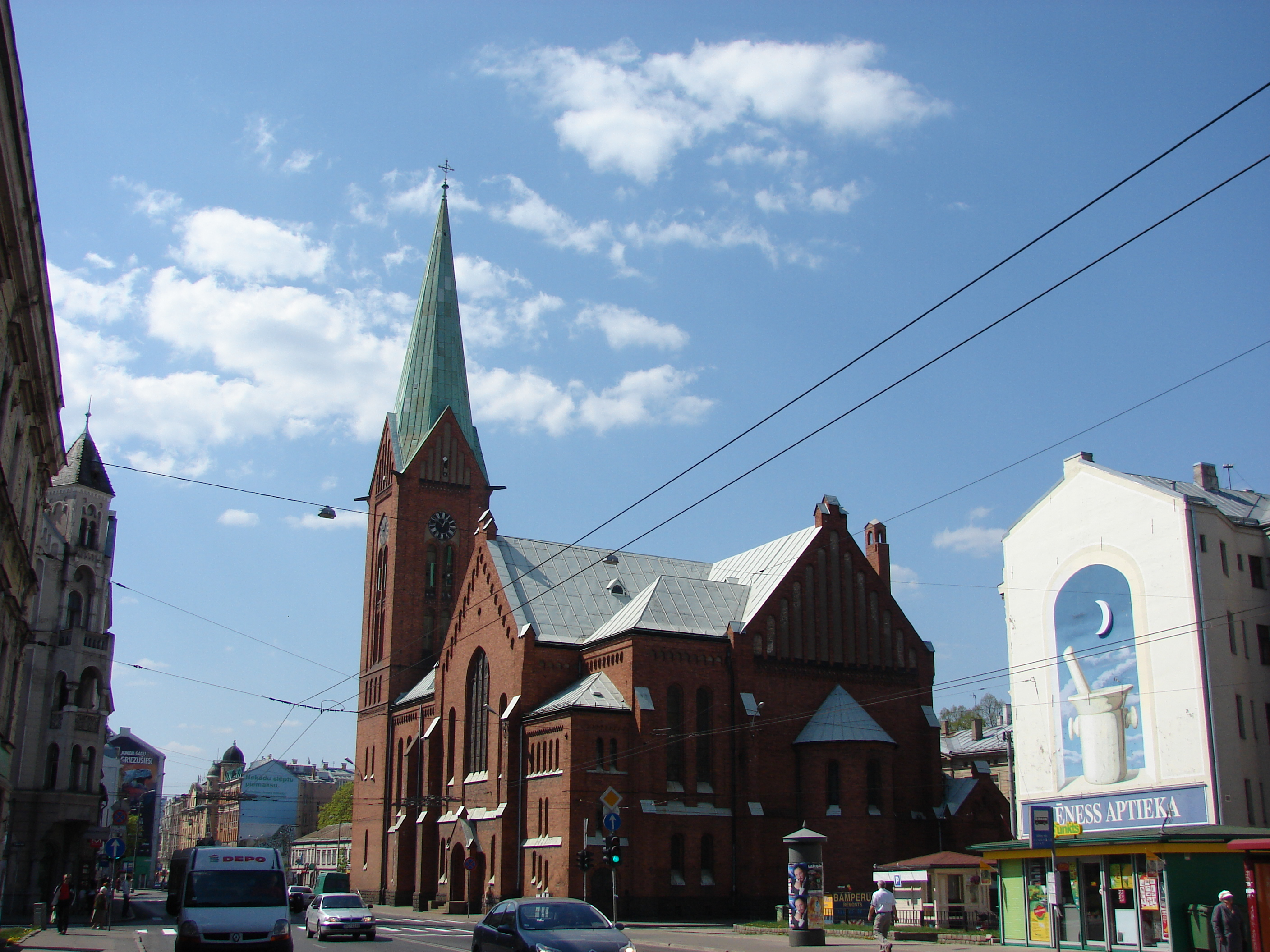